# Middelzee
Middelzee (zapadnofrizijski: Middelsee), također poznato kao Bordine, bio je estuarij rijeke Boorne (zapadnofrizijski: Boarn), koja se sada nalazi u nizozemskoj pokrajini Friziji. Protezala se od Sneeka na jugu prema sjeveru do Vadenskog mora i označavala je granicu između glavnih frizijskih regija Westergoa (Westergo) i Eastergoa (Oostergo). Druga povijesna imena za Middelzee uključuju Bordaa, Borndiep, Boerdiep i Bordena. Imena poput Bordine znače "granica".